# Charlottenhöhle
Die Charlottenhöhle ist eine Tropfsteinhöhle auf der Schwäbischen Alb in Baden-Württemberg bei Hürben, einem Stadtteil von Giengen an der Brenz. Sie ist mit Seitengängen 587 Meter lang, liegt 487,5 Meter über Normalnull und dürfte zweieinhalb bis drei Millionen Jahre alt sein.
Das Hundsloch, der Eingang zur Höhle, war schon 1591 in einer Forstkarte eingetragen; die örtliche Bevölkerung warf Kadaver von Haustieren in dieses Loch. Die erste Befahrung unternahm Oberförster Hermann Emil Sihler im Frühjahr 1893 mit einer Strickleiter. Bei weiteren Befahrungen und Grabungen wurde die Höhle freigelegt, für den Publikumsverkehr erschlossen und mit einer elektrischen Beleuchtung ausgestattet. Die feierliche Eröffnung fand am 17. September 1893 statt.
Am 23. September besuchte die Königin Charlotte von Württemberg die nach ihr benannte Höhle: Sie wird als Schauhöhle auf einer Länge von 532 Metern touristisch genutzt und ist eine der Infostellen des UNESCO Geoparks Schwäbische Alb etwa 100 Kilometer östlich von Stuttgart.
Der von fließendem Wasser gebildete, verhältnismäßig enge Höhlengang zieht sich schlauchartig durch den Berg und ist von mehr als zehn geräumigen, oft recht hohen Hallen unterbrochen. Die Höhle enthält reiche Versinterungen mit verschiedenen Tropfsteinformen. Die Charlottenhöhle gilt mit ihrem Tropfsteininventar als eine der schönsten Schauhöhlen in Deutschland. Im Juli 2005 wurde am Fuße der Charlottenhöhle das Informationszentrum HöhlenHaus erbaut. Um das HöhlenHaus entstand die HöhlenErlebnisWelt und am Aufgang zur Charlottenhöhle ein Zeitreisepfad. Im Juli 2008 wurde das HöhlenSchauLand, ein multimediales Museum, in unmittelbarer Nähe des HöhlenHauses eröffnet.
In den letzten Jahren konnte die Zahl der Besucher gegen den Trend der meisten anderen deutschen Schauhöhlen bei 40.000 pro Jahr gehalten werden.

## Geschichte

### Entdeckung
Mit dem Eintrag in der Giengener Forstkarte des Ulmer Stadtmalers Philipp Renlin im Jahre 1591 wurde die Höhle zum ersten Mal erwähnt und als Hundsloch im Hürbener Gewann Krauthalde bezeichnet. Es fehlt jedoch die Angabe der genauen Lage. Der Name der Doline mit etwa drei Meter Durchmesser leitet sich wohl davon ab, dass die Bevölkerung vermutlich bereits seit dem Mittelalter Kadaver von Haustieren hineinwarf. Aus diesem Grund wurde das Loch von den Einheimischen längere Zeit nicht näher untersucht. Erstmals hatte 1893 der Giengener Oberförster Hermann Emil Sihler Interesse an der Erkundung des Lochs. Er war ein erfahrener Höhlenforscher, der sich schon vorher mit den Höhlen der Schwäbischen Alb befasst und 1892 die Irpfelhöhle bei Giengen entdeckt hatte. Der Wald mit dem Hundsloch lag in seinem Revier. Sihler versuchte im Frühjahr 1893, unterstützt vom Forstwart Gaiser und von einem Tagelöhner aus Hürben, mit einer Leiter in die Höhle einzudringen. Da die Leiter nicht bis zum Boden der Höhle reichte, scheiterte der Versuch.

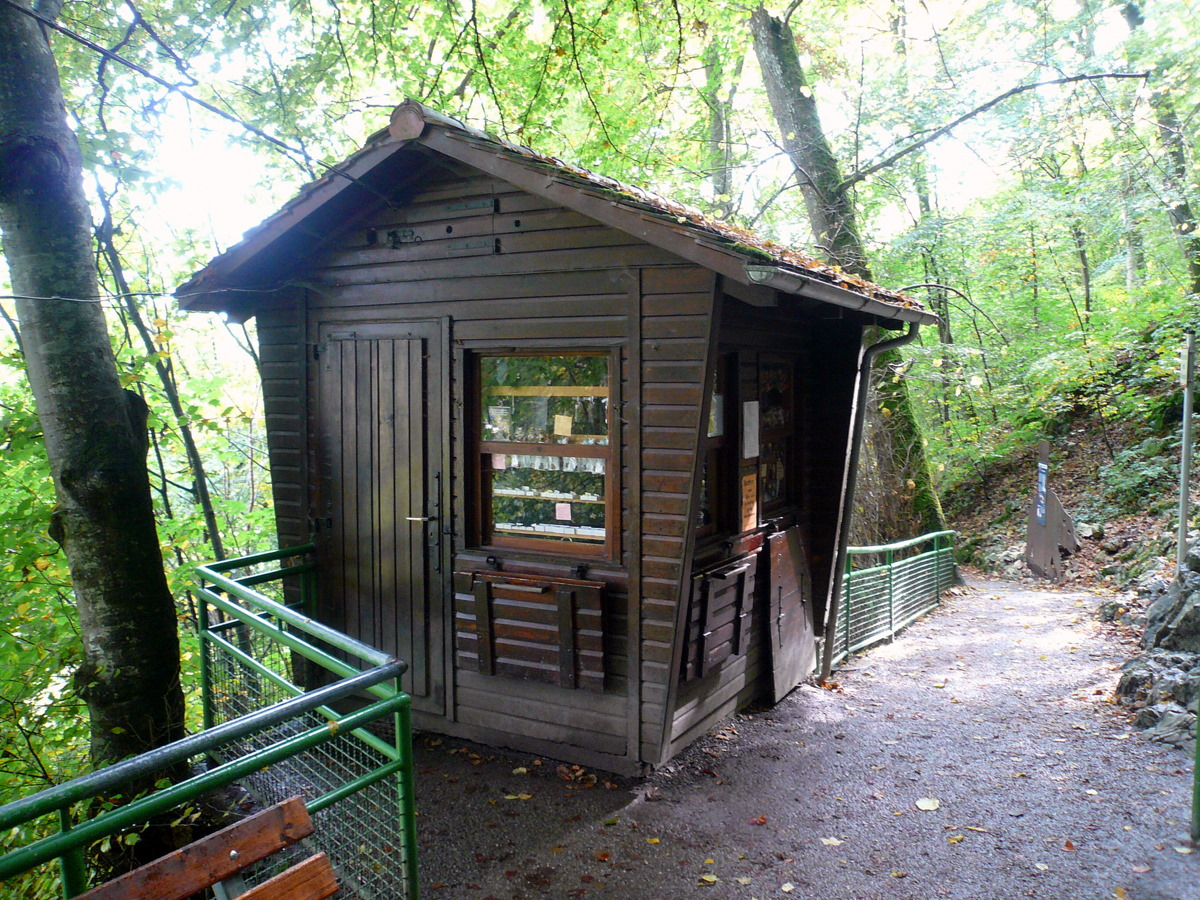
Höhlenkiosk

Eine geheimgehaltene Befahrung fand am Sonntag, den 7. Mai 1893, statt. Drei Einwohner der Gemeinde Hürben, die Zimmerleute Friedrich Strauß, Jakob Beutler und Kaspar Schlumpberger, stiegen mit einer 15 Meter langen Strickleiter in die Höhle ein. Friedrich Strauß sprang von der zu kurzen Leiter auf einen Knochenhaufen. Es gelang nicht, in weitere Höhlenteile, die andeutungsweise zu erkennen waren, vorzudringen. Am 9. Mai erfolgte ein weiterer Einstieg, diesmal mit Sihler, wobei Forstwart Gaiser von oben sicherte. Die angeseilten Männer beseitigten zunächst in mehreren Stunden den Knochenberg so weit, dass sie in die eigentliche Höhle eindringen konnten. Als Erstes entdeckten sie einen etwa zwei Meter hohen Bodentropfstein, der später Berggeist genannt wurde. Sie drangen 163 Meter bis zu einer Engstelle in der Schatzkammer vor. Unterwegs entdeckten sie zahlreiche Tropfsteinformationen. Die Befahrung dauerte etwa zwei Stunden. Unter der Leitung von Oberförster Sihler fanden in den nächsten Tagen weitere Höhlenbefahrungen statt, bei denen die Hürbener Feuerwehr mithalf. Die Männer konnten sich dabei einen Überblick über die Ausmaße der Höhle verschaffen. Die ersten Berichte über die entdeckte Tropfsteinhöhle erschienen am 10. und 13. Mai im Brenztal-Boten. Er schrieb am 15. Mai 1893:

„Unter Mithilfe der Hürbener Feuerwehr wurde gestern früh die Höhle einer genauen Besichtigung unterzogen. Es ergab sich hierbei das überraschende Resultat, dass die Höhle eine Länge von ca. 500 Meter haben dürfte (also den Hohlenstein an Ausdehnung übertrifft) und dass sich dieselbe in westlicher Richtung unter dem Staatswald Wasserhau gegen Reuendorf hinzieht, mit der Kaltenburg demnach nicht in Verbindung steht. Die Höhle besteht zum Teil aus sehr geräumigen Hallen mit prächtigen Tropfsteingebilden und kann mit Ausnahmen einer kurzen Strecke in aufrechter Haltung begangen werden. Außer den in Nr. 55 erwähnten Pferdeknochen wurden gestern Überreste des Höhlenbären, der Höhlenhyäne und anderer Raubtiere gefunden. Die Höhle dürfte bei fortgesetzter energischer Arbeit eine schöne Ausbeute zu Tage fördern. Unaufgeklärt ist noch, auf welche Art und Weise seiner Zeit die Pferde, von denen Überreste gefunden wurden, sich in die Höhle verirrt haben. Ein passierbarer Zugang zur Höhle ist leider noch nicht vorhanden, bis jetzt ist der Zutritt zu derselben nur mittels Strickleiter möglich, auf welcher erst eine Strecke von 16 Metern in die Tiefe zurückgelegt werden muss. Eine große Gesellschaft von Giengen war gestern früh zur Besichtigung der Höhle in Hürben eingetroffen.“

### Erschließung

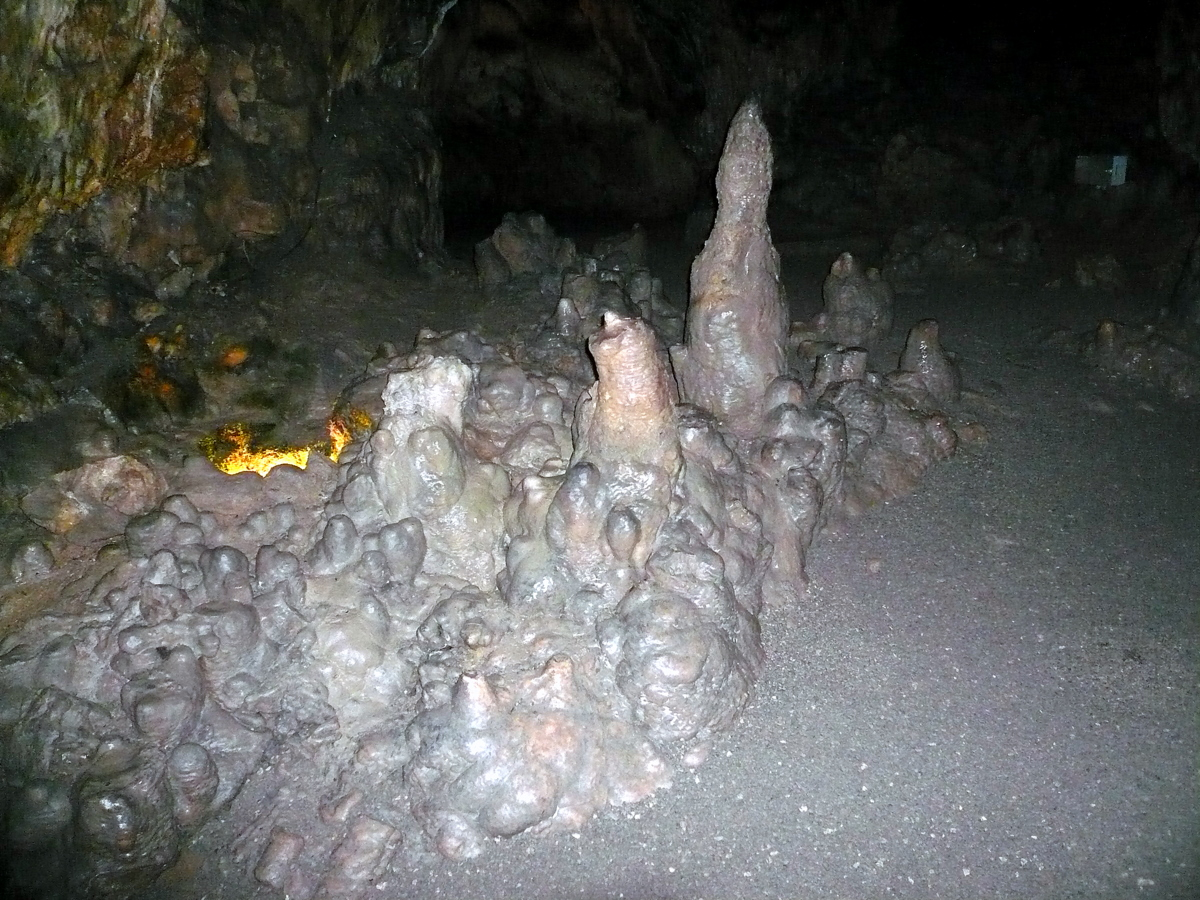
Bodentropfsteine

Auf Beschluss des Gemeinderates vom 16. Mai wurde das Begehen der Höhle streng verboten, da bereits Tropfsteine entwendet worden waren. Weiterhin wurde über das zukünftige Vorgehen beraten. Die Höhle wurde mit Unterstützung des Oberamtsvorstands Filser aus Heidenheim an der Brenz auf Kosten der Gemeinde in ihrer gesamten Länge erforscht und begehbar gemacht. Der untere Zugang zur Höhle war bis auf eine schmale Öffnung, die als Einschlupf eines Fuchses diente, verschüttet. Von innen wurden die angeschwemmten Schuttmassen entfernt, wodurch der einstige Ausfluss des Höhlenbaches freigelegt werden konnte. Damit bekam die Höhle wieder einen ebenerdigen Zugang.
Nach der Erschließung der Höhle bis in die hinteren Räume konnte sie der Geologe und Paläontologe Eberhard Fraas aus Stuttgart am 17. Juni mit einer Gruppe weiterer Sachverständiger wissenschaftlich untersuchen. Dabei fanden auch Grabungen statt. Fraas fand zahlreiche Knochen von eiszeitlichen Tieren, vor allem von Höhlenbären, jedoch keine prähistorischen menschlichen Spuren. Er bescheinigte noch am Tag des Besuches, „daß die Höhle zu den schönsten Naturschönheiten von Württemberg gehört und darum eine weitere Zugänglichmachung sich im höchsten Grade lohnen dürfte“. Des Weiteren erklärte er: „Eine neue Naturschönheit ersten Ranges ist auf unserer Alb erschlossen und gewiß wird kein Besucher den Gang durch diese prächtige Höhle bereuen.“ Dies ermutigte die Gemeinde, die Höhle für die Öffentlichkeit zugänglich zu machen. Am 2. Juli 1893 schrieb der Grenzbote des Amts- und Intelligenzblattes für den Oberamtsbezirk Heidenheim, dass die Höhle „an Ausdehnung und Schönheit der Tropfsteingebilde alle bis jetzt bekannten Höhlen Württembergs übertrifft und wohl in kurzer Zeit eine der besuchtesten Naturschönheiten der Gegend bilden dürfte“. Fraas schilderte dort auch seine Begehung der Höhle:

„Wir dringen auf dem meist ebenen und fast immer trockenen Weg vor und gelangen an das hintere Ende der Höhle, wo die kulissenartig von der Decke herabhängenden Stalagtiten  in Verbindung mit den gleich Riesenspargeln aus dem Boden aufsteigenden Stalagmiten einen prächtigen Anblick gewähren. Doch wie ließe sich all das Schöne und Interessante mit Worten schildern, dem wir mit jedem weiteren Schritt begegnen. Bald sind es förmliche Teppiche mit Spitzen, die von den Wänden herabhängen, bald sind es mächtige Säulen und Portale aus honiggelbem, durchscheinendem Kalkspat, bald zierliche, glashelle Röhren, die wir bewundern und die unsere Phantasie zu den kühnsten Vergleichen anregen. Ein scheinbar nicht enden wollendes Labyrinth von schmalen, aber hohen Spalten und Klüften, unterbrochen von weiten Hallen, läßt uns immer weiter vordringen, und immer wieder nehmen uns neue Naturgebilde in Anspruch.“

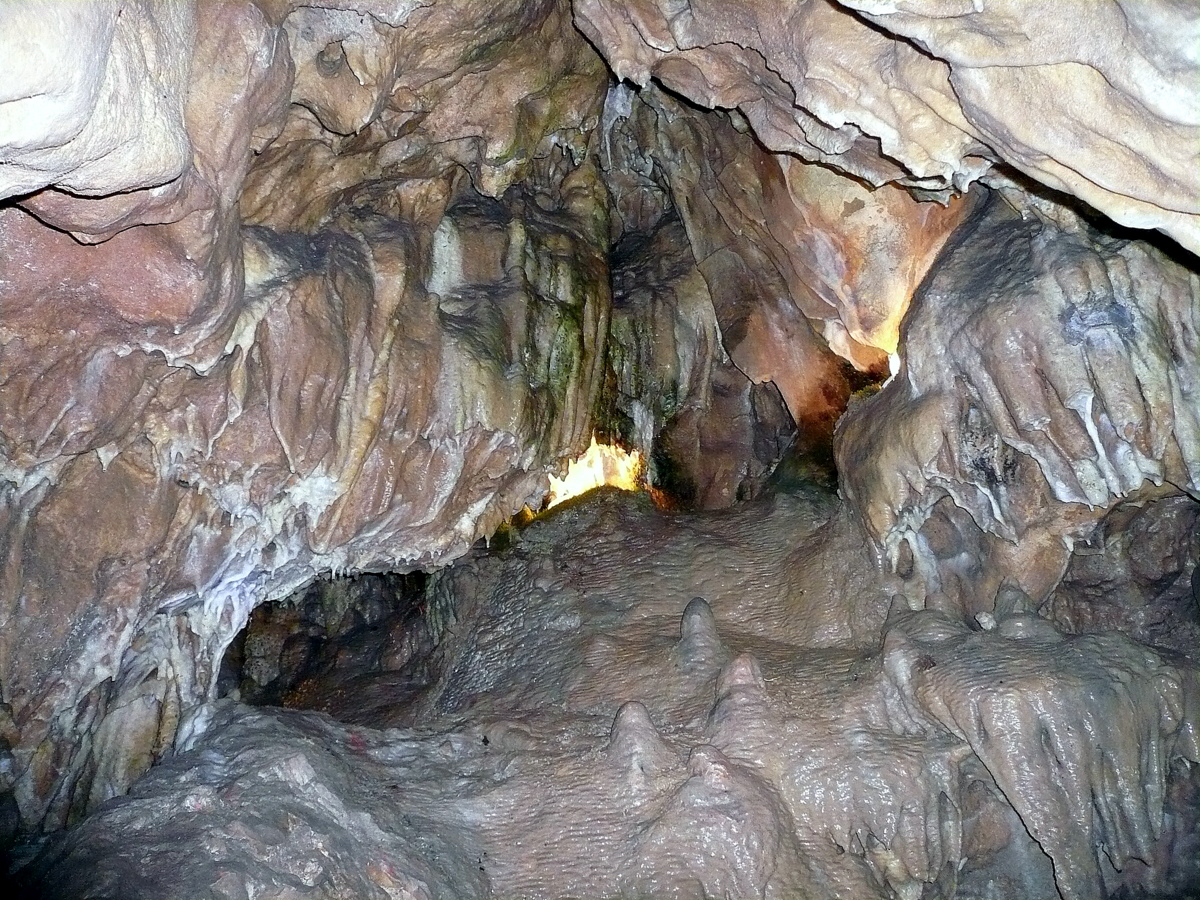
Sinterpartien

Die Gemeinde bat die Königin von Württemberg um Erlaubnis, die Höhle nach ihr benennen zu dürfen. Man hatte sich wahrscheinlich erhofft, einen staatlichen Zuschuss zur Erschließung der Höhle zu erhalten. Später wurden 1000 Mark zugesagt. Die Gemahlin des letzten württembergischen Königs Wilhelm II. wurde zu einer Besichtigung der Höhle eingeladen. Man begann, die Höhle komplett auszubauen und begehbar zu machen. An einer Engstelle in der Höhle, der heutigen Schatzkammer, 163 Meter vom Eingang entfernt, musste ein Durchbruch geschaffen und zur Überbrückung des Höhenunterschiedes eine Treppenanlage gebaut werden, um in das Zyklopengewölbe zu gelangen. An der Straße unterhalb der Höhle wurde am 13. August eine Gastwirtschaft in einem 32 Meter langen Holzgebäude eröffnet.

### Elektrische Beleuchtung

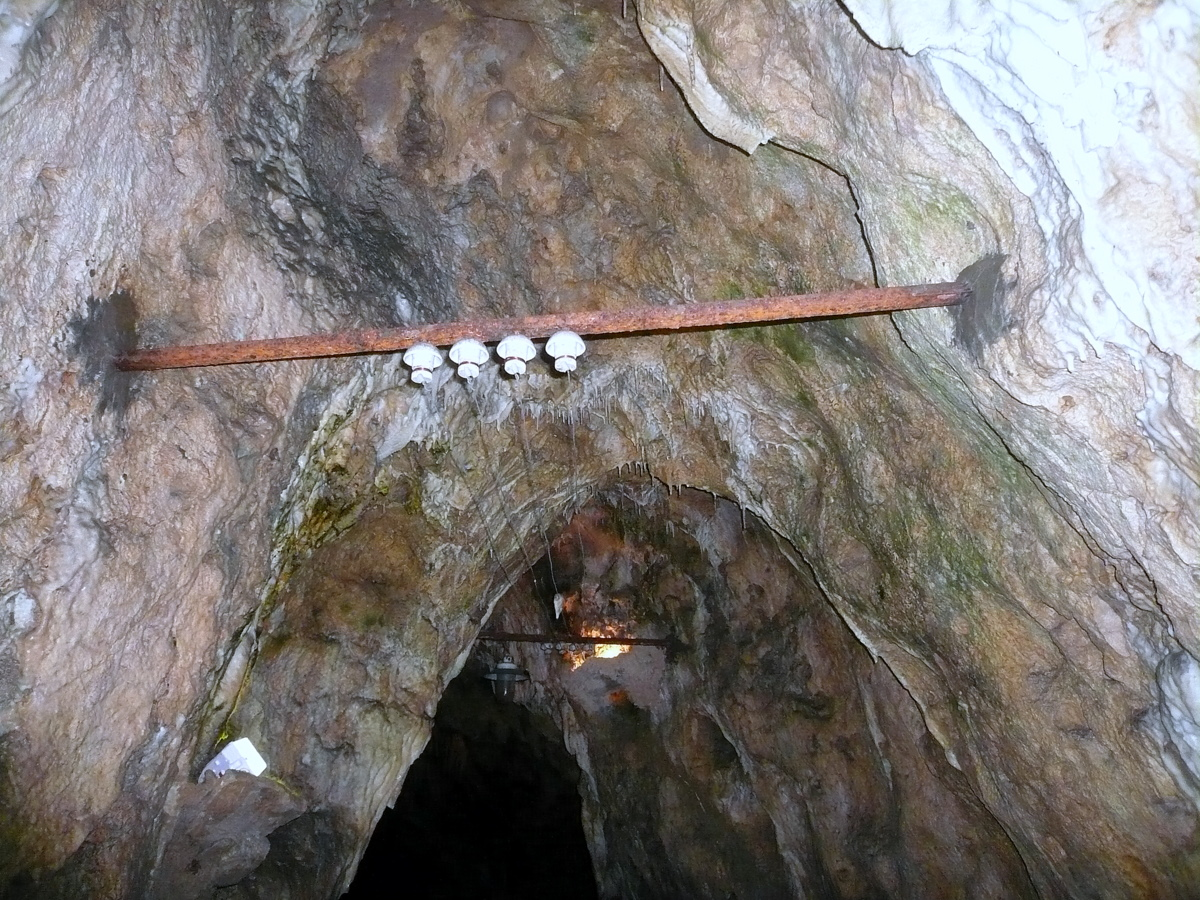
Stromleitungen von 1893

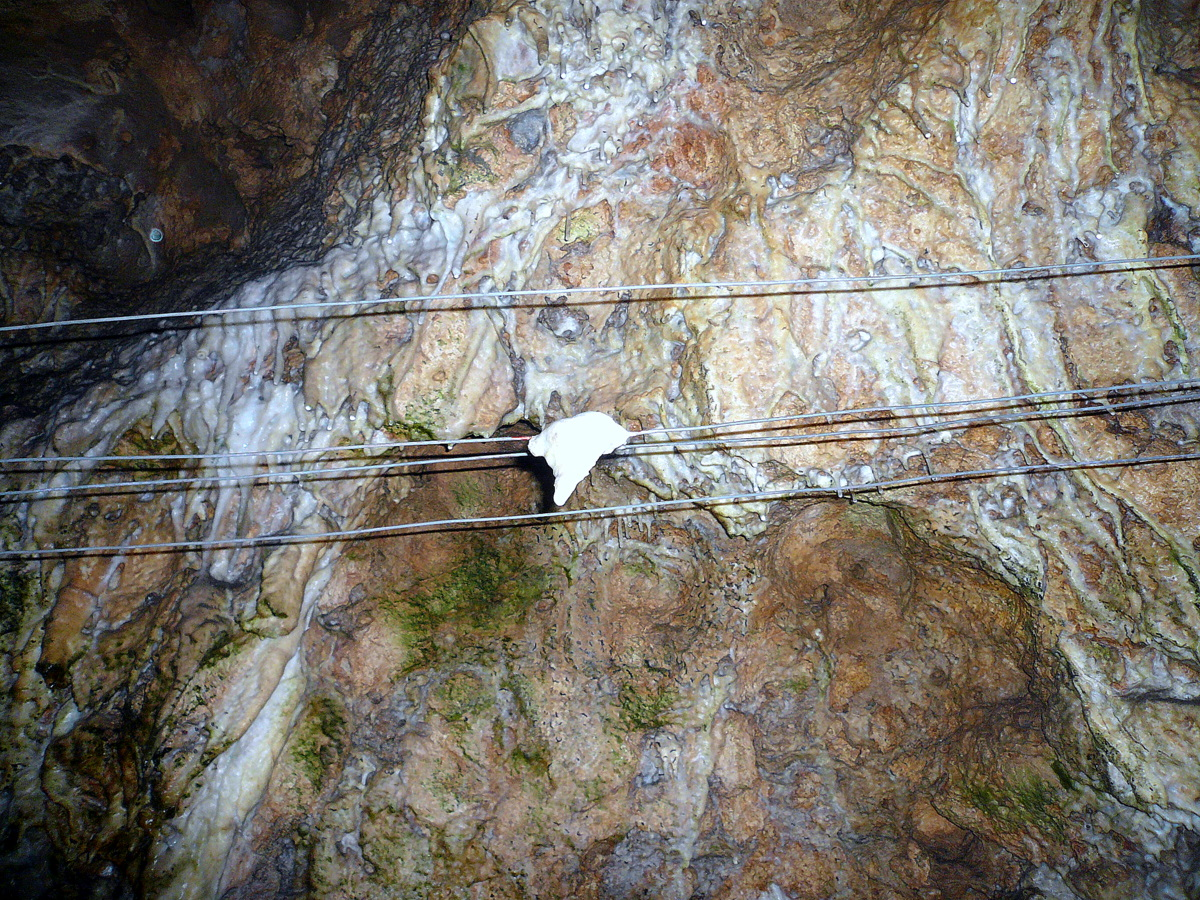
Tropfstein an der Stromleitung

Die elektrische Beleuchtung wurde auf Initiative von Oberamtmann Filser und Schultheiß Kost von einem Pionier der Elektrotechnik eingerichtet, Paul Reißer aus Stuttgart. Ihm wurde vorgegeben, die komplette elektrische Anlage innerhalb von 14 Tagen auszuführen, damit sie zur Eröffnung der Höhle fertig sei. Die Charlottenhöhle gehört damit zu den ersten Schauhöhlen mit elektrischer Beleuchtung weltweit nach der Kraushöhle in der Steiermark, die 1883 als erste Höhle der Welt elektrisch beleuchtet wurde. In Deutschland folgten 1884 die Olgahöhle und 1891 die Gußmannshöhle.
Im Höhlengang wurden an der Decke Querstreben angebracht, an denen die Leitungen und Lampen auf Glasisolatoren befestigt waren. An einem 570 Meter langen Bleikabel hingen 89 Kohlefaden-Edisonlampen. Gleichstrom von 105 Volt wurde von einem Verbrennungsmotor, der einen Generator mit Nebenschlussregulator antrieb, erzeugt. Die Kosten der Höhlenbeleuchtung beliefen sich auf 13.130 Mark, die von der Gemeinde mit einem Kredit finanziert wurden.
Im August 2011 wurde die Beleuchtung der Höhle in dreimonatiger Arbeit komplett auf LED-Technik umgestellt, wobei durch Punktstrahler gezielt Partien der Innenwandung ins Licht gesetzt wurden, statt die gesamte Höhle zu erhellen. Die alten Stromleitungen wurden dabei größtenteils abgebaut. Ein Abschnitt, an dessen Leitungsdrähten sich mittlerweile Tropfsteine gebildet hatten, wurde als Attraktion belassen.

### Eröffnung
Die offizielle Eröffnung der Höhle, die aufgrund der Zeitungsberichte schon weit über die Grenzen der Gemeinde hinaus bekannt war, fand am 17. September 1893 statt. Schon vorher hatten sie sonntags 500 bis 1000 Personen, die zu Fuß oder mit dem Wagen gekommen waren, aufgesucht. Es wurden Höhlenführer eingestellt und die Eintrittspreise festgelegt. Zur Einweihung kamen zahlreiche Schaulustige mit Pferdekutschen und Leiterwagen. Ein Festzug wurde von der Stadtkapelle Heidenheim begleitet. Schultheiß Kost dankte in seiner Begrüßungsansprache Fraas für die wissenschaftliche Erforschung der Höhle. Die Festrede hielt Oberamtmann Filser, der Vorsitzende des Höhlenkomitees, und überreichte dem ersten Höhlenführer, Beutler, feierlich den Höhlenschlüssel. Daraufhin wurde die Höhle für die Allgemeinheit freigegeben. Der zugesagte Besuch der Königin wurde am 23. September 1893 nachgeholt. Bis zum Jahresende besuchten etwa 15.000 Personen die Höhle. Der Eintritt belief sich auf eine Mark für Erwachsene, das entsprach damals dem Drei- bis Vierfachen des durchschnittlichen Stundenlohnes eines Arbeiters.

### Königin Charlotte

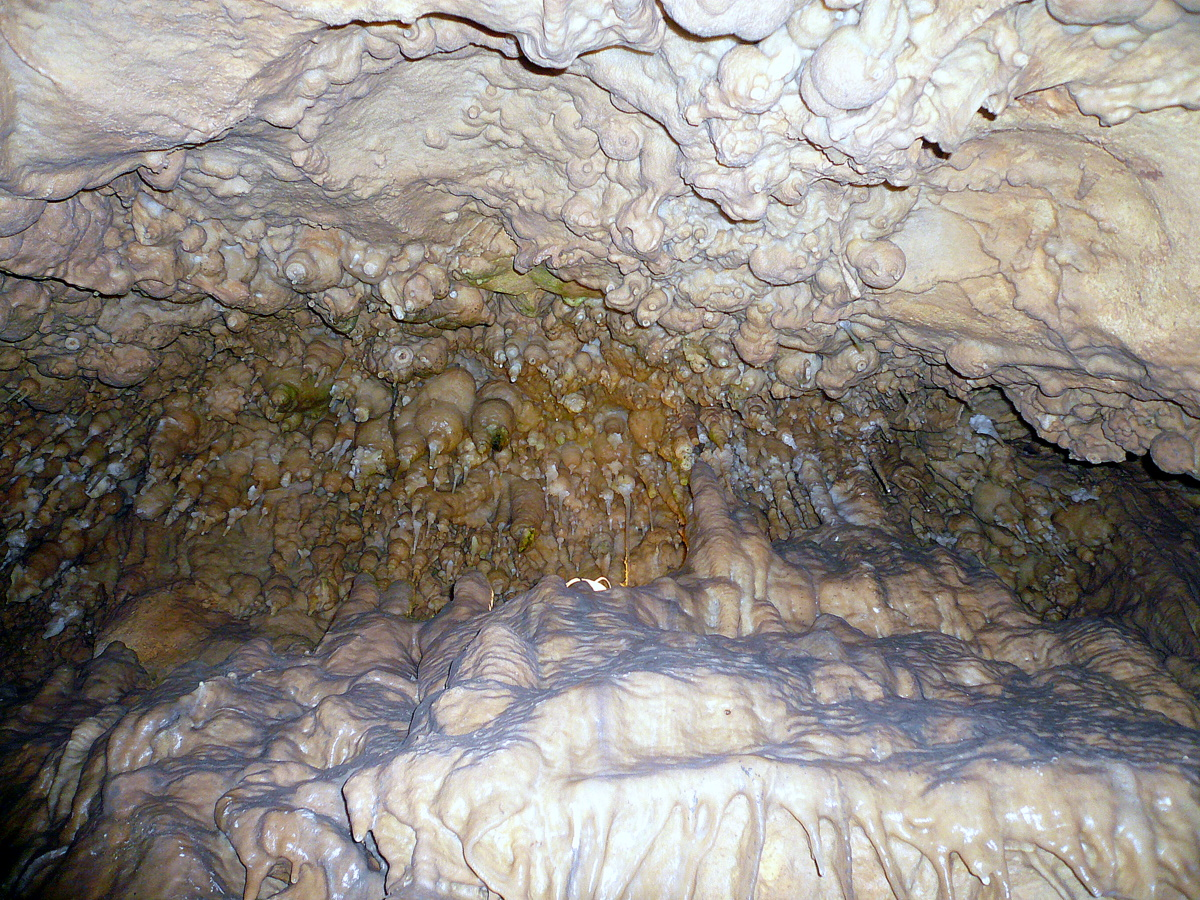
Deckentropfsteine

Ihren Besuch am Samstag, dem 23. September 1893, verband die Königin mit einer Visitation von sozialen Einrichtungen in Stadt und Bezirk Heidenheim. Sie reiste mit einem Extrazug nach Heidenheim und fuhr in einem offenen Hofwagen bei strömendem Regen durch die Stadt, wo das dichtgedrängte Publikum die geschmückten Straßen säumte. Um 15:15 Uhr erreichte die Königin unter Glockengeläut den bekränzten und mit Fahnen geschmückten Ort Hürben. Neben dem Gefolge der Königin waren alle Bezirks- und Gemeindebeamten und Geistlichkeiten zum Empfang erschienen. Da der Weg zur Höhle durch den starken Regen aufgeweicht war, wurde er auf einer Länge von mehreren hundert Metern mit Leinen ausgelegt. Die Königin war von der Schönheit der Höhle, die mit weiteren 149 Lampen, darunter 39 farbigen, ausgeleuchtet worden war, sichtlich überrascht und beeindruckt. Sie wurde bis zur Höhlenmitte, dem Königssaal, von Fraas geführt. Bis dorthin reichte die elektrische Beleuchtung. Anschließend ging es mit Kerzenlicht tiefer in die unbeleuchteten Höhlenbereiche bis zur Kristallgrotte. Nach einer halben Stunde verließ die Königin die Höhle und begab sich zur neuen Gaststätte. Gegen 16:30 Uhr fuhr sie zunächst zur Kinderrettungsanstalt in Herbrechtingen und später zum Bahnhof, von wo sie ein Sonderzug mit ihrem Gefolge zurück zur Residenz brachte. Die Kosten des Besuchs und der Einweihungsfeierlichkeiten beliefen sich auf 2000 Mark.

### Schauhöhle
Als die erste Begeisterung für die Höhle nachließ und die Besucherzahlen abnahmen, reichten die Einnahmen zur Bestreitung der Unkosten, insbesondere der hohen Stromkosten, nicht mehr aus. Diplomingenieur Carl Gaulé aus Stuttgart sollte klären, ob eine kostengünstigere Beleuchtung möglich sei. Er wägte in seinem Gutachten vom 25. November 1902 Vor- und Nachteile von Fackeln, Magnesiumfackeln, Acetylengasanlage, Acetylengas-Handlampen und elektrischer Beleuchtung ab und kam zum Ergebnis, dass Letztere die zweckmäßigste Beleuchtungsart sei. Am 3. Juni 1903 kam es im Maschinenhaus zu einem Brand, bei dem Motor, Dynamo und sonstiges Zubehör vernichtet wurden.
Die Gemeindeverwaltung beschloss daraufhin, die Höhle ab 3. August 1905 auf 30 Jahre an den Gastwirt Friedrich Föll aus Herbrechtingen zu verpachten. Es bestand noch ein Restdarlehen von 5650 Mark aus der Erschließungszeit der Höhle, die der Pächter übernehmen musste. Im Gegenzug erhielt er die Versicherungssumme aus dem Maschinenhausbrand in Höhe von 7568 Mark. Mit diesem Geld schaffte er 1906 einen neuen Motor und eine Dynamomaschine an. 1934 wurde der Pachtvertrag nicht verlängert, und die Höhle ging ab 1. April 1935 wieder in die Verantwortung der Gemeindeverwaltung über.
Auf Initiative des Bürgermeisters Ernst Bosch wurde 1957 damit begonnen, die Beleuchtung der Höhle zu erneuern. Dabei wurden die Lichtquellen so verlegt, dass sie nicht mehr einsehbar sind und die Tropfsteine gezielt anstrahlen. Bis 1965 wurden 203 Lampen und zwei Scheinwerfer angebracht. Im Winter 1976/1977 wurde die elektrische Installation auf den neuesten Sicherheitsstandard gebracht. Die Tropfsteinhöhle gehört seit 2004 zum UNESCO-Geopark Schwäbische Alb. Im August 2005 wurde am Fuß der Höhle das Informationszentrum HöhlenHaus des Höhlen- und Heimatvereins Hürben eingeweiht. Das HöhlenHaus ist eine von 26 Infostellen des Geoparks Schwäbische Alb.
Um das Höhlenzentrum entstand die HöhlenErlebnisWelt mit einem Zeitreisepfad am Aufgang zur Charlottenhöhle. In unmittelbarer Nähe des HöhlenHauses besteht seit Juli 2008 das HöhlenSchauLand, ein multimediales Museum. Die Kosten beider Einrichtungen einschließlich der Gestaltung der Außenanlage beliefen sich auf etwa 1,8 Millionen Euro, wobei sich die Europäische Union (EU) und das Land Baden-Württemberg zusammen mit 1,2 Millionen Euro beteiligten.
Von April bis August 2011 wurde die komplette Beleuchtungsanlage der Höhle durch LED-Beleuchtung ersetzt. Dazu wurden auf Initiative der Stadt Giengen und des Höhlen- und Heimatvereins Giengen-Hürben mehrere hundert neue Lampen eingebaut. Unterstützt wurde das Projekt durch das Förderprogramm LEADER der Europäischen Union.

## Geologie

### Entstehung

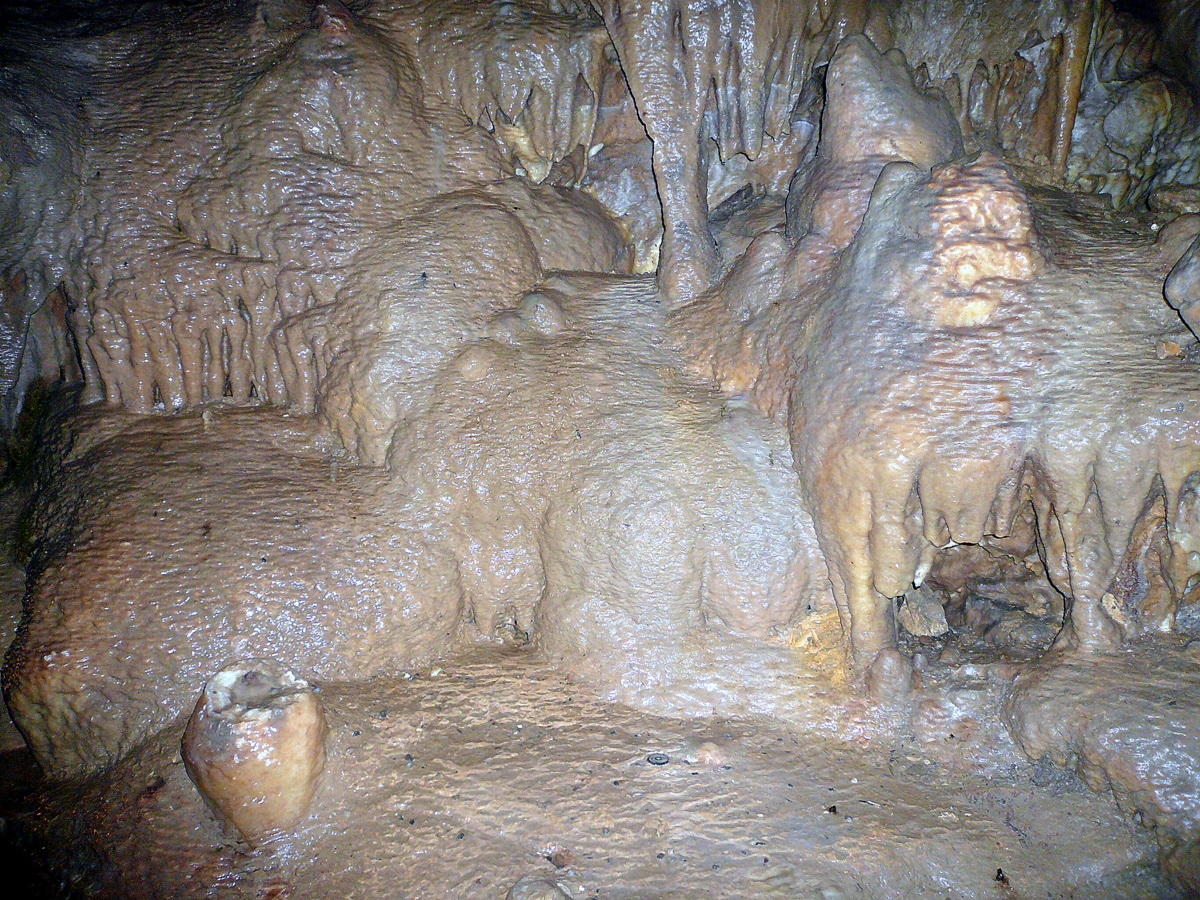
Wandversinterungen

Das Alter der Höhle beträgt etwa zweieinhalb bis drei Millionen Jahre. Sie entstand im Weißen Jura in einer Karstlandschaft. Zunächst bildete sich eine Höhlung im stehenden Grundwasser, das als kalkgesättigtes Sickerwasser von der Kuppe her entlang der Schichtfugen und Klüfte eingedrungen war. Nach der Eintiefung der Brenz, die damals durch das heutige Hürbetal floss, kam es zu einem Abfluss des Wassers. Die Schwäbische Alb wurde am Ende des Tertiärs im Übergang zum Quartär angehoben, die Brenz tiefte sich ein und passte sich dem neuen Gefälle an. Ihr wurde in der Karstlandschaft das Wasser entzogen, und es bildete sich ein Trockental. Später floss in diesem Tal die Hürbe. Der ehemalige Höhlenfluss schnitt sich immer tiefer in die ursprüngliche Röhre ein und weitete die Höhle aus. Durch die Eintiefung des ehemaligen Brenztals sank der Karstwasserspiegel. Die höhergelegenen Abflusssysteme waren nicht mehr an der Entwässerung beteiligt. Das Umfeld der Höhle hat sich dadurch geändert. Das Wasser hatte das Gangsystem verlassen und floss nun obertägig in das tiefere Brenztal ab. Das Tal, das jetzt von der Hürbe durchflossen wird, liegt etwa 35 Meter tiefer. Der Wasserlauf in der Höhle fiel schließlich trocken. Die Aneinanderreihung von Räumen mit Kaminen, die hallenartigen Erweiterungen im unteren Höhlenteil und die engen Verbindungsgänge mit Wasserstandsmarken sind ebenfalls Hinweise auf das Flusshöhlenstadium. Als das ausgewaschene Gestein von der Höhlendecke brach, bildeten sich Versturzhallen. Auf den Gesteinsmassen am Höhlenboden entwickelten sich teilweise Tropfsteine. Die Charlottenhöhle ist eines der seltenen Beispiele einer Flusshöhle. Vergleichbare Schauhöhlen sind die Eberstadter Tropfsteinhöhle und die Binghöhle.

### Höhlendaten

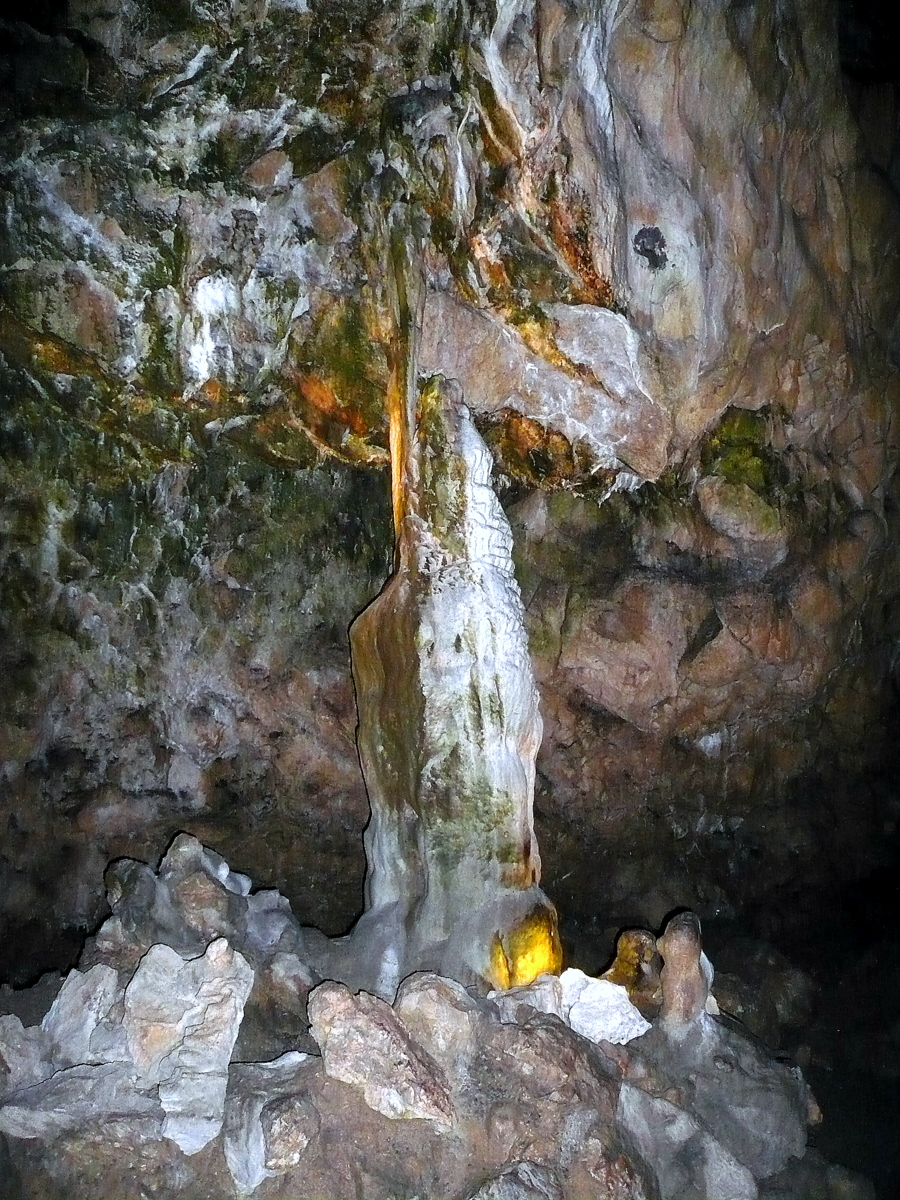
Berggeist in der Sihlerhalle

Die Höhle im dolomitischen Weißen Jura Zeta (Tithon) besteht aus einem engen schlauchartigen Höhlengang, der von mehr als zehn geräumigen, oft recht hohen Hallen unterbrochen ist. Der von fließendem Wasser gebildete Gang ist häufig schlüssellochförmig ausgebildet. Die Höhle besitzt zwei Kluftrichtungen; die eine verläuft von Osten nach Westen, die andere von Nordosten nach Südwesten. Das abrupte Umschwenken in eine andere Richtung lässt sich innerhalb der Höhle an vielen Stellen beobachten. Zu erkennen sind die Klüfte auch beinahe immer an der Decke. Die für Flusshöhlen typischen Wasserstandsmarken lassen die Auswaschungsabschnitte (Erosionsgrenzen) im Kalkgestein und den häufig wechselnden Wasserstand erkennen. Die Höhle mit klammartigem Profil hat vom Höhlenende bis zum Eingang ein Gefälle von etwa zehn Metern, durchschnittlich etwa zwei Prozent. Der Boden verläuft entsprechend dem Gefälle schräg. Der Höhleneingang liegt auf 487,5 Meter über Normalnull. Am letzten Messpunkt kurz vor dem Höhlenende hat der Boden eine Höhe von 495,6 und im verstürzten Bereich am Höhlenende von 500,1 Metern über Normalnull. Das Hürbetal liegt 452,7 Meter hoch. Die Gesamtlänge der Höhle beträgt 587 Meter. Dabei ist ein etwa 50 Meter langer, nicht begehbarer Gang, der über einen acht Meter hohen Schacht erreichbar ist, eingeschlossen. Ohne diesen Nebengang ist die Höhle 532 Meter lang. Die Höhle liegt durchschnittlich 25 bis 30 Meter unter der Erdoberfläche.

### Tropfsteine
Die Charlottenhöhle besitzt reiche Versinterungen, mit allen möglichen Formen von Tropfsteinen. Das erste Drittel ist tropfsteinarm, weiter hinten sind der Gang und die Hallen reicher ausgestattet. Dies kann mit den Kluftkreuzungen zusammenhängen, die weiter hinten häufiger auftreten. In der Höhle befinden sich Stalaktiten, Stalagmiten und Stalagnate in den verschiedensten Größen und Formen. Es gibt kugel-, stäbchen-, fransen-, röhrchen- und schleierförmige Tropfsteingebilde. In der Höhle zeigen sich an manchen Stellen Excentriques, unabhängig von der Schwerkraft seitwärts oder nach oben gekrümmte Auswüchse von einigen Zentimetern Länge. Im Eingangsbereich der Höhle befinden sich nur wenige Tropfsteine, dafür jedoch Mondmilchausscheidungen aus weißem, rauem Kalk. Zum Ende der Höhle hin werden die Versinterungen immer reichhaltiger, es gibt vor allem große Bodentropfsteine (Stalagmiten). Eine Besonderheit sind rüben- und rettichartig geformte große Deckentropfsteine. Auch runder Perlsinter ist dort vorhanden. Der Wechsel zwischen Tropfstein- und Perlsinterwachstum könnte die Ursache für die runden Stalaktiten sein. Aufgrund des Verschlusses der Höhle im eiszeitlichen Klima kam es durch Vermischung von Sickerwasser mit kohlendioxidangereicherter Höhlenluft zu einer Korrosion von älteren Tropfsteinpartien.

### Führungsweg

Höhlenplan

Alle Raumerweiterungen tragen der besseren Unterscheidung wegen Namen. Manche wurden nach geschichtlichen Persönlichkeiten benannt. Die Mehrzahl der markanten Tropfsteinformen haben ebenfalls Namen, wobei die meisten aufgrund ihrer Ähnlichkeit mit bestimmten Objekten benannt wurden. An einem noch vorhandenen Abschnitt des originalen Leitungsstückes aus dem Jahre 1893 hat sich in den letzten hundert Jahren ein sowohl nach oben als auch nach unten gewachsener, etwa sieben Zentimeter großer Tropfstein gebildet. Sein relativ schnelles Wachstum ist durch eine mit Humus gefüllte Doline an der Erdoberfläche begründet. Die Huminsäuren führen zu einer verstärkten Lösung von Kalk. An verschiedenen Stellen ist sogenannter Bärenschliff mit glatt polierten Wandpartien zu sehen. Dort hatten die Bären versucht, getrockneten Schlamm und juckendes Ungeziefer aus dem Fell zu entfernen. Die Glättung entstand durch das Reiben der Quarzanteile des Lehms an der Wandung.

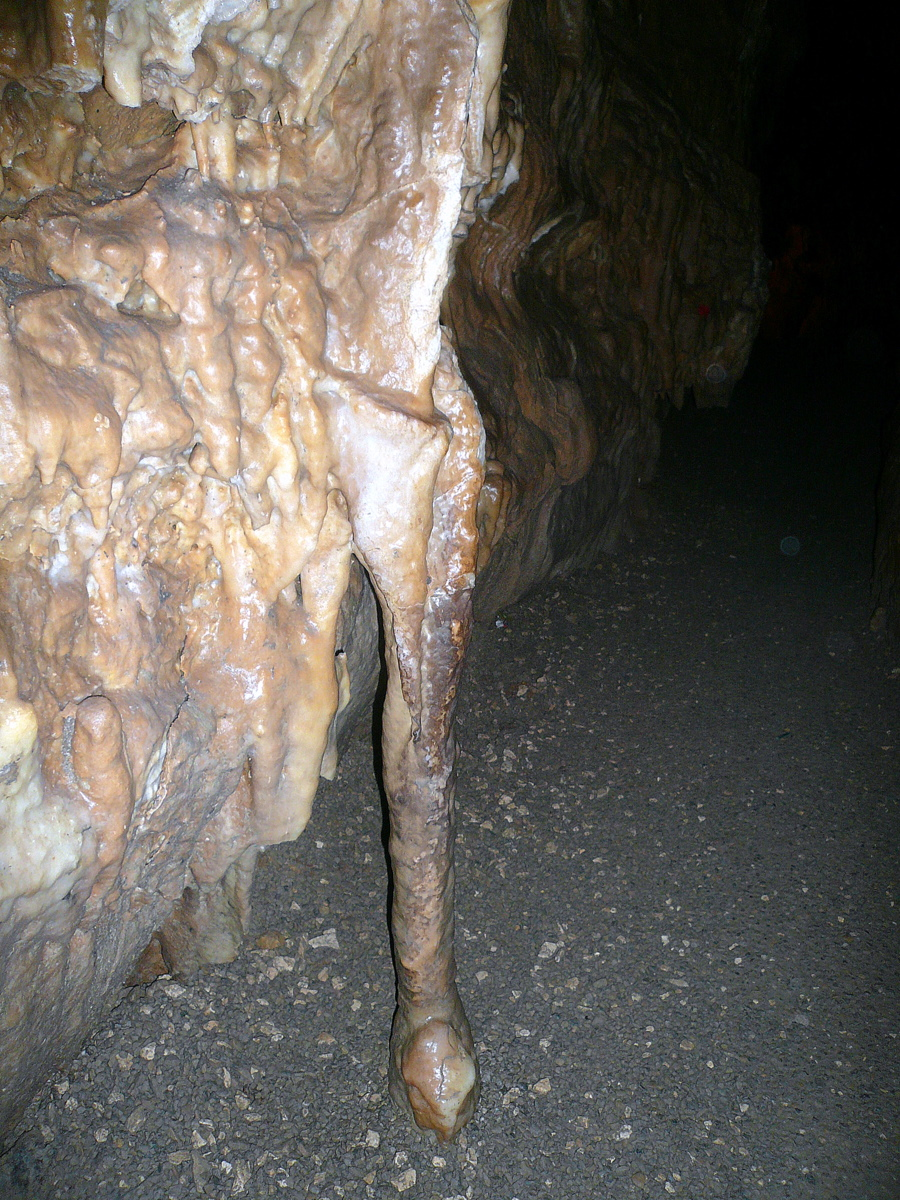
Bodentropfstein

In der Höhle wird nach wenigen Metern eine größere Felsenhalle erreicht. Darin befinden sich die ersten Tropfsteine, wie der zwei Meter hohe und fast zwei Meter im Umfang messende Berggeist. Die Sihlerhalle ist nach dem Ersterforscher, dem Oberförster Hermann Sihler, benannt. Damals war der Berggeist noch strahlend weiß. Er hat heute durch Verunreinigungen eine viel dunklere Farbe. Der Weg macht anschließend einen Knick von fast 90 Grad, es folgt ein Trockengang mit dem Namen Vulkans Esse. Danach öffnet sich der Gang zu einer geräumigen Halle, in der vielgestaltige Tropfsteinformen anzutreffen sind. Sie heißt Paulinendom nach dem einzigen Kind des damaligen Königs Wilhelm II. Die nächste größere Halle, ebenfalls mit einer Vielzahl weißer Tropfsteine, nennt sich Elfenbeinkammer. Die Tropfsteine des darin befindlichen Schlösschens sehen wie Türme und Zinnen aus. Durch einen engeren Gang geht es wieder in eine größere, etwa 98 Meter vom Eingang entfernte Halle, das Refektorium der Mönche. Darin befinden sich viele Stalagmiten und vorhangartige Stalaktiten. Durch einen spitzbogenartigen Gangabschnitt geht es weiter zur Kanzel mit Kanzelredner, benannt nach den Bodentropfsteinen, die dort bis an die Decke gewachsen sind. Eine der schönsten Stellen der Höhle folgt 163 Meter nach dem Eingang mit der Schatzkammer. Darin befindet sich eine etwa drei Meter hohe Tropfsteinwand wie ein gefrorener Wasserfall. Bis dorthin drangen die Höhlenentdecker 1893 nach dem Wegräumen des Schuttberges am Eingang vor. Der einzige künstlich geschaffene Durchgang wird passiert. Danach geht es in einem etwas engeren Gang zum 222 Meter vom Eingang entfernten Hohen Kamin. An dieser Stelle zweigt ein Kamin etwa 14 Meter senkrecht nach oben ab. An seinem Ende befindet sich ein etwa 50 Meter langer, waagerecht verlaufender, mit zahlreichen Tropfsteinen ausgestatteter Gang, der jedoch bei der Führung nicht begeh- und einsehbar ist.

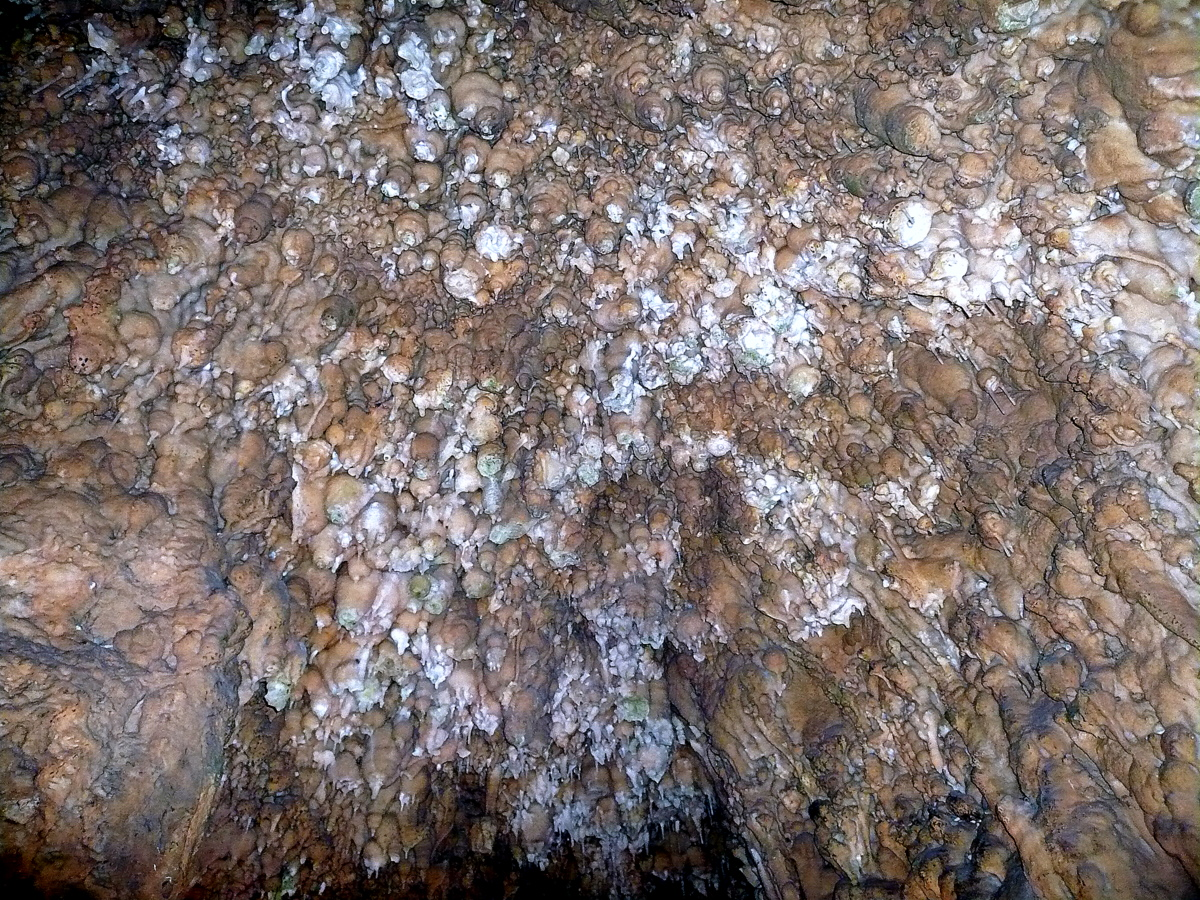
Rübenartige Deckentropfsteine in der Rettichgrube

Nach dem Kamin macht der Höhlengang mehrere Windungen, danach folgt der Königssaal mit dem Königsthron. Dort wurde bei der Erschließung eine Treppe angelegt, um in das Zyklopengewölbe zu gelangen. Das Gestein ist durch die dauernde Auswaschung wild zerklüftet. Als nächste Räume folgen die Rettichgrube und das Braustübchen. Eine Besonderheit der Charlottenhöhle sind tausende rettich- und rübenartige Tropfsteine an der Decke, die in keiner anderen Schauhöhle in Deutschland in dieser Vielzahl zu finden sind. Der folgende Gang verbreitert sich zu einer großen Halle, dem Hohen Chorturm. An dem weitgespannten hohen Gewölbe hängen zahlreiche Tropfsteine. Die Halle ist beinahe 400 Meter vom Höhleneingang entfernt. Danach geht es durch einen Gang zur Kapelle mit vielen Boden- und Deckentropfsteinen, die teilweise große Ausmaße haben. 436 Meter vom Eingang entfernt folgt der Göttersaal, eine der schönsten Hallen. Dort gibt es die eigenartigsten Tropfsteinformen. Neben zahlreichen Deckentropfsteinen befindet sich dort ein großer Bodentropfstein mit dem Namen Schiefer Turm, der wegen seiner schrägen Lage an den Schiefen Turm von Pisa erinnert. Nach mehreren Windungen führt der Weg durch das Wilhelmsportal. Dort befindet sich quer über dem Höhlengang ein Versturzfelsblock. Auf diesem sind zwei Tropfsteine mit einem beziehungsweise einem halben Meter Höhe gewachsen. Benannt ist das Wilhelmsportal nach König Wilhelm II. Von dort sind es noch 31 Meter bis zum Höhlenende. Der Führungsweg endet nach 532 Metern. Verschiedene Grabungsversuche nach einer vermuteten Fortsetzung der Höhle blieben ergebnislos. Um zum Eingang zurückzugelangen, geht es den gesamten Weg zurück.

## Flora und Fauna

### Tierwelt

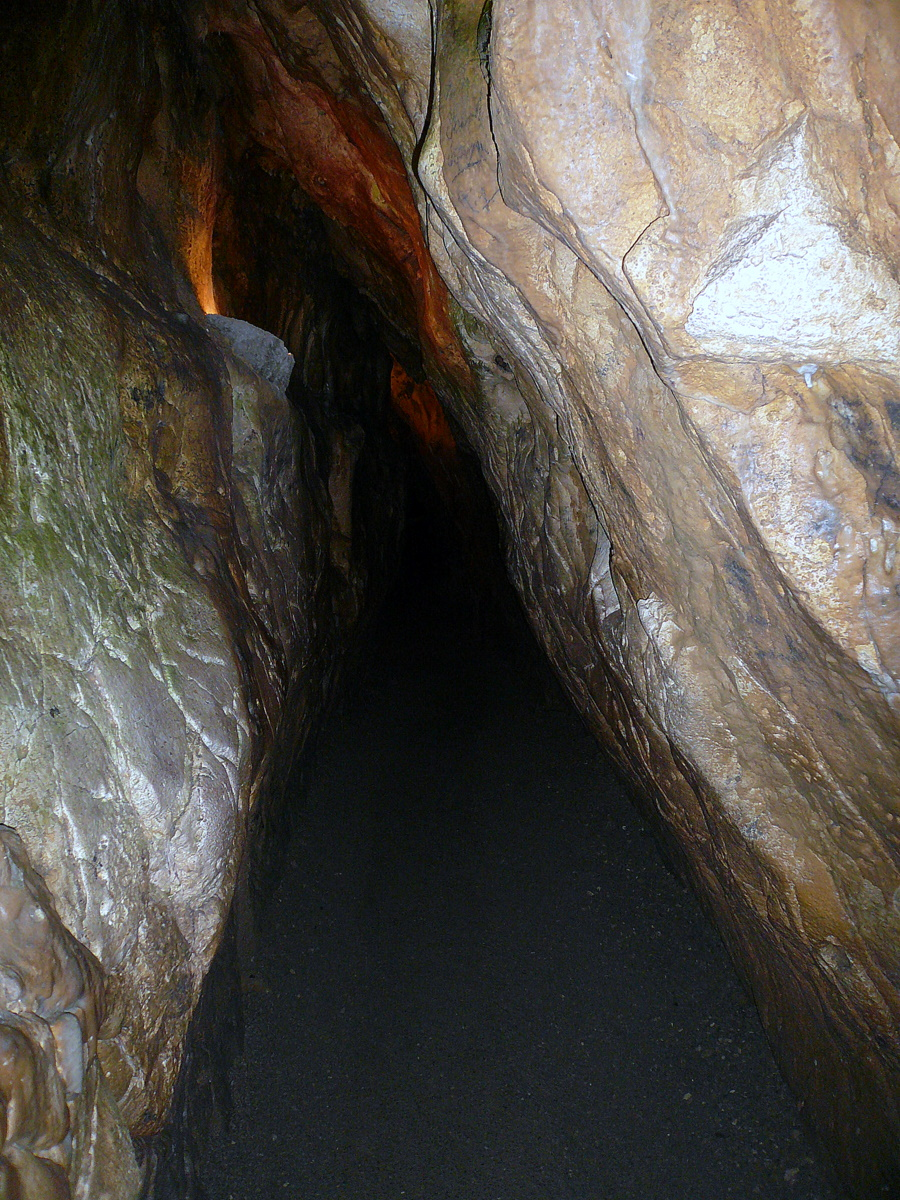
Höhlengang

Die Tierwelt der Höhle wurde mehrmals erforscht. Ausführliche Arbeiten stammen von Kurt Lampert aus dem Jahre 1908 und von E. Strand aus den Jahren 1907 und 1910. Weitere Untersuchungen haben H. Hölker und Hans Löhrl 1960 durchgeführt. Ebenfalls aus dem Jahre 1960 stammen einschlägige Forschungen von Klaus Dobat. Es werden drei Gruppen von Tieren unterschieden. Die höhlenfremden Tiere geraten zufällig in die Höhle, weil sie sich dorthin verirren. Sie gehen bald zugrunde, da die Höhle nicht ihr eigentlicher Lebensraum ist. Eine weitere Gruppe sind die Höhlenfreunde (Troglophilen), die ihr gesamtes Leben in der Höhle verbringen. Sie können aber auch in der Außenwelt existieren. Die dritte Gruppe wird als Troglobionten bezeichnet und hat Eigenschaften, die ihr ein dauerhaftes Leben in der Höhle ermöglicht. In der Charlottenhöhle wurden Tiere aller drei Gruppen gefunden.
Sechs Arten von Höhlenspinnen (Nesticidae) sind bekannt, darunter die troglophilen Spinnenarten Lepthyphantes pallidus und Nesticus cellulanus. Die Baldachinspinne Lepthyphantes pallidus ist nur zwei Millimeter groß. Hygrophil (feuchtigkeitsliebend) ist die Höhlenspinne Nesticus cellulanus. Auch Weberknechte befinden sich in der Höhle. In Wasserbecken gibt es kleine, meist nur bis zu einem Millimeter große, weiße und augenlose Springschwänze (Collembola), von denen bisher zehn Arten bekannt sind. Sie zählen zu den Troglobionten. Als Schmetterling kommt die Zackeneule (Scoliopteryx libatrix L.), ein Nachtfalter aus der Familie der Eulenfalter, vor. Von den Zweiflüglern (Diptera) gibt es Mücken wie die Gemeine Stechmücke (Culex pipiens L.) und Fliegen wie Helomyza serrata L.
An Nagetieren gibt es in der Höhle den Siebenschläfer (Glis glis). Mehrere Fledermausarten konnten in der Höhle nachgewiesen werden. Sie halten dort etwa ab November bis in den März und April hinein ihren Winterschlaf und zählen zu den höchstentwickelten Höhlenbewohnern. Untersuchungen über die Fledermäuse der Charlottenhöhle unternahm im Jahre 1960 Löhr. Am häufigsten war die Kleine Hufeisennase (Rhinolophus hipposideros) vertreten. Am zweithäufigsten beobachtete Löhr das Große Mausohr (Myotis myotis). Seltener ist die kleine schwärzliche Mopsfledermaus (Barbastella barbastellus) anzutreffen. Die restlichen fünf Fledermausarten, Breitflügelfledermaus (Eptesicus serotinus), Bechsteinfledermaus (Myotis bechsteinii), Kleine Bartfledermaus (Myotis mystacinus), Fransenfledermaus (Myotis nattereri) und Braunes Langohr (Plecotus auritus) wurden nur vereinzelt angetroffen. Gegenwärtig wird von den beiden häufigsten Fledermausarten nur noch das Große Mausohr angetroffen. Seit den 1970er Jahren wurde die Kleine Hufeisennase nicht mehr nachgewiesen.

### Lampenflora

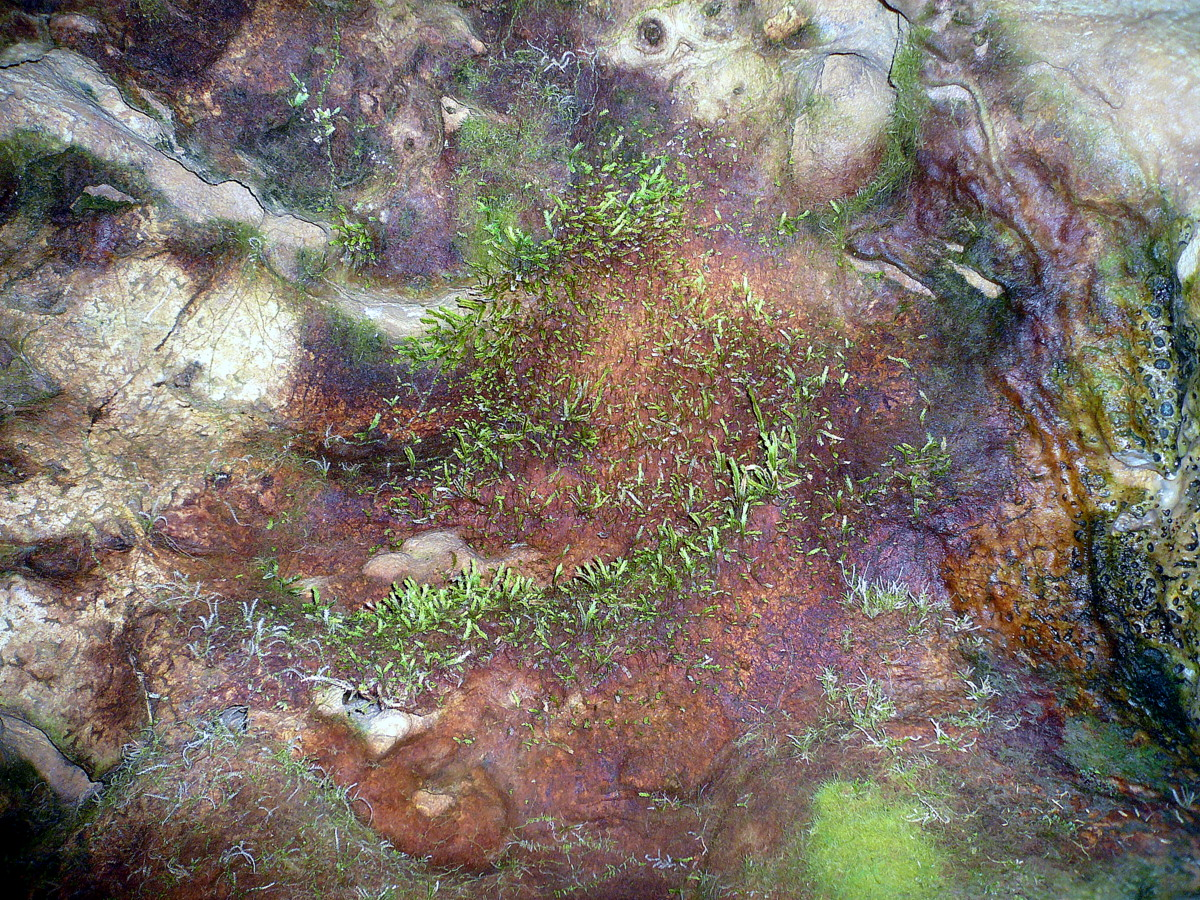
Lampenflora

Im Schein der Lampen hat sich in der Charlottenhöhle eine ausgeprägte, als Lampenflora bezeichnete Pflanzengemeinschaft entwickelt. Im Bereich der Lichtquellen können sich vor allem Algen, Moose und Farnpflanzen ansiedeln. Dabei handelt es sich meistens um Kümmerformen, die in absoluter Dunkelheit ohne künstliche Beleuchtung nicht überleben könnten. In manchen Höhlenbereichen konnte sich aufgrund der Trockenheit keine oder nur eine geringe Lampenflora ausbilden. Außerdem konnten sich zwei von der Beleuchtung unabhängige Pilzarten, der Köpfchenschimmel Mucor mucedo und der Tannenblättling (Gloeophyllum abietinum), ansiedeln.
Die Lampenflora wurde 1960 von W. Weber, Otti Wilmanns und K. Mahler und 1966 von Klaus Dobat untersucht. Dabei fanden sich neben neun Blau- (Cyanophyta) und Grünalgenarten (Chlorophyta) noch 31 verschiedene Moose (Bryophyta) und zwei Farne (Pteridophyta-Filices). Außer in der Charlottenhöhle und der Karls- und Bärenhöhle konnte das Brunnenlebermoos (Marchantia polymorpha L.) in keiner anderen Schauhöhle in Deutschland nachgewiesen werden. In der Charlottenhöhle müssen die Algen, Moose und Farne während der Ruhephase des Schauhöhlenbetriebes im Winter eine mehrmonatige Dunkelperiode überstehen.

### Fossilien

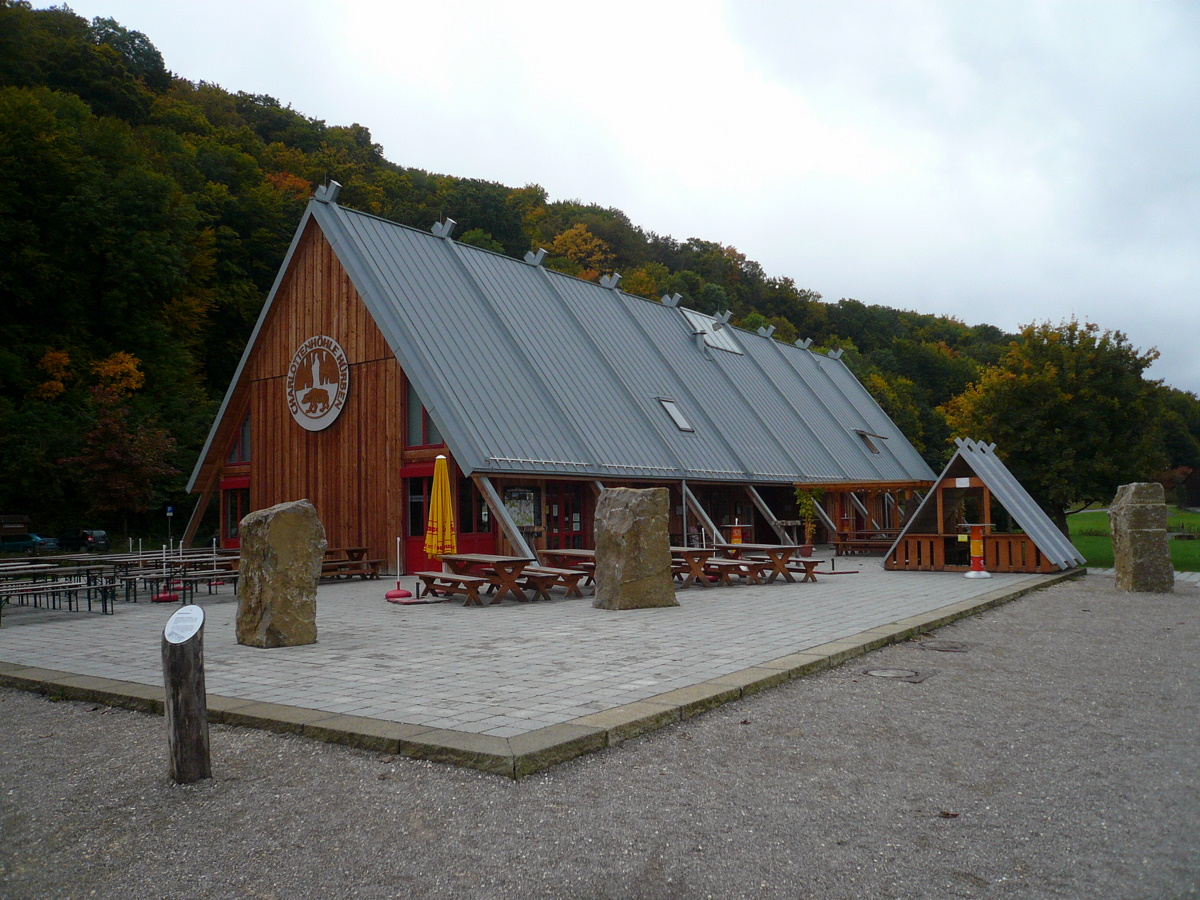
„HöhlenHaus“

In der Charlottenhöhle wurden zahlreiche jungdiluviale Säugetierreste gefunden, die alle der letzten großen Eiszeit zuzuordnen sind. Dies hängt damit zusammen, dass die Höhle lange einen ebenerdigen Zugang hatte, bevor dieser verschüttet und zugeschwemmt wurde. In der Höhle fanden 1893 Grabungen für wissenschaftliche Untersuchungen und zur Verlegung der elektrischen Beleuchtung statt. Eberhard Fraas fand Überreste von acht eiszeitlichen Säugetieren, darunter zwei Mittelfußknochen des Höhlenlöwen (Panthera spelaea) und ein Oberkieferbruchstück einer Höhlenhyäne (Crocuta crocuta spelaea). Kurz nach der Entdeckung der Höhle, am 29. Juni 1893, berichtete er in Kirchheim unter Teck bei der 48. Generalversammlung des Vereins für vaterländische Naturkunde in Württemberg von ausgegrabenen Knochen und Zähnen einer kleinen schlanken Form des Höhlenbären (Ursus spelaeus).

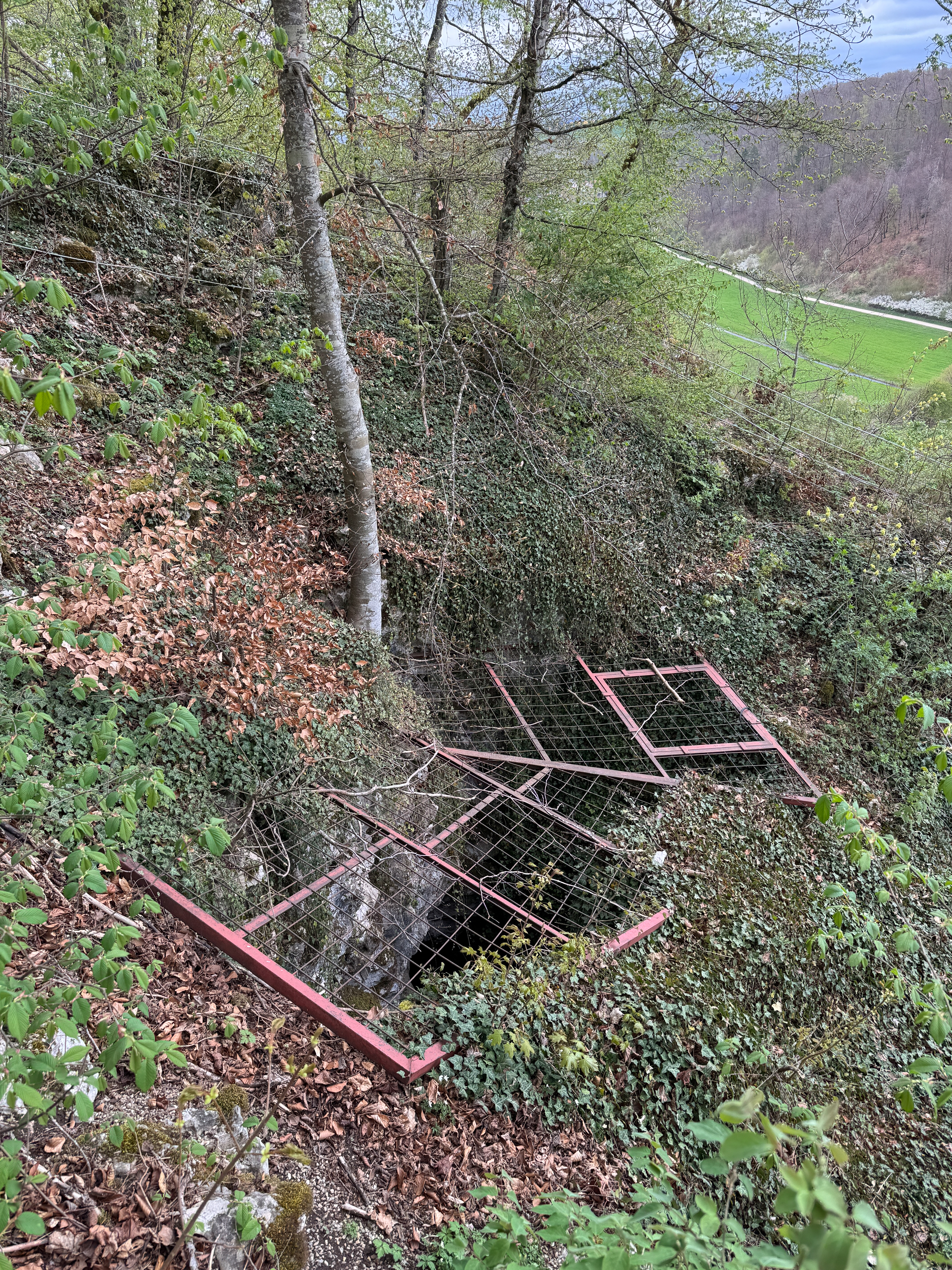
Das Hundsloch, der Schacht, durch den die Charlottenhöhle entdeckt wurde

Beim Ausgraben des verschütteten Höhleneinganges konnten Knochen von Wildpferd (Equus ferus) und Rentier (Rangifer tarandus) geborgen werden. Bei Grabungen wurden außerdem Reste des Wollnashorns (Coelodonta antiquitatis) und eines Wildrinds (Bos) sowie des groß- und kleinwüchsigen Höhlenbären gefunden. Insgesamt konnten 136 Skelettteile gefunden werden. Sie wurden in das Königliche Naturalienkabinett zu Stuttgart zur Verwahrung gebracht. Im Jahre 1960 fanden weitere Grabungen in der Höhle statt, wobei weitere Funde wie von einer eiszeitlichen Großkatze, darunter ein 45 Zentimeter langer Ellenknochen, gemacht wurden. Zahlreiche Knochen wie die von Pferden, Rindern, Schafen, Schweinen, Katzen und Hunden sind jüngeren Datums und stammen wahrscheinlich von Tieren, die erst nach dem Verschluss des eigentlichen Höhleneinganges durch das Hundsloch in die Höhle gelangten. Überreste von eiszeitlichen Jägern wie bei Höhlen im benachbarten Lonetal, zum Beispiel der Vogelherdhöhle, konnten in der Charlottenhöhle nicht nachgewiesen werden.

## Tourismus

### Allgemein
An der Straße südlich von Hürben befindet sich ein großer Parkplatz mit öffentlichen Toiletten und dem HöhlenHaus, das täglich geöffnet ist. Es beherbergt ein Info- und Service-Zentrum, das Einblicke in die Erdgeschichte der Region bietet und über die Entstehung und Geschichte der Charlottenhöhle informiert. Dort befindet sich auch das Portal des GeoParks Schwäbische Alb. Das HöhlenSchauLand schräg gegenüber dem Höhlenhaus mit der Erlebnisausstellung Faszination Höhle-Mensch-Natur ist ebenfalls ganzjährig täglich geöffnet. Auf 450 Quadratmeter Ausstellungsfläche werden in verschiedenen Themenbereichen wissenschaftlich die Geschichte und Geologie der Höhle vermittelt und an Modellen verschiedene Gesteins- und Erdschichten der Schwäbischen Alb erläutert. In der Nähe des Parkplatzes beginnt der Zeitreisepfad zur Höhle, der an acht Stationen von der Gegenwart in die Vergangenheit führt. An der Höhle befindet sich ein kleiner Kiosk für den Verkauf von Eintrittskarten und Andenken.

### Führungen

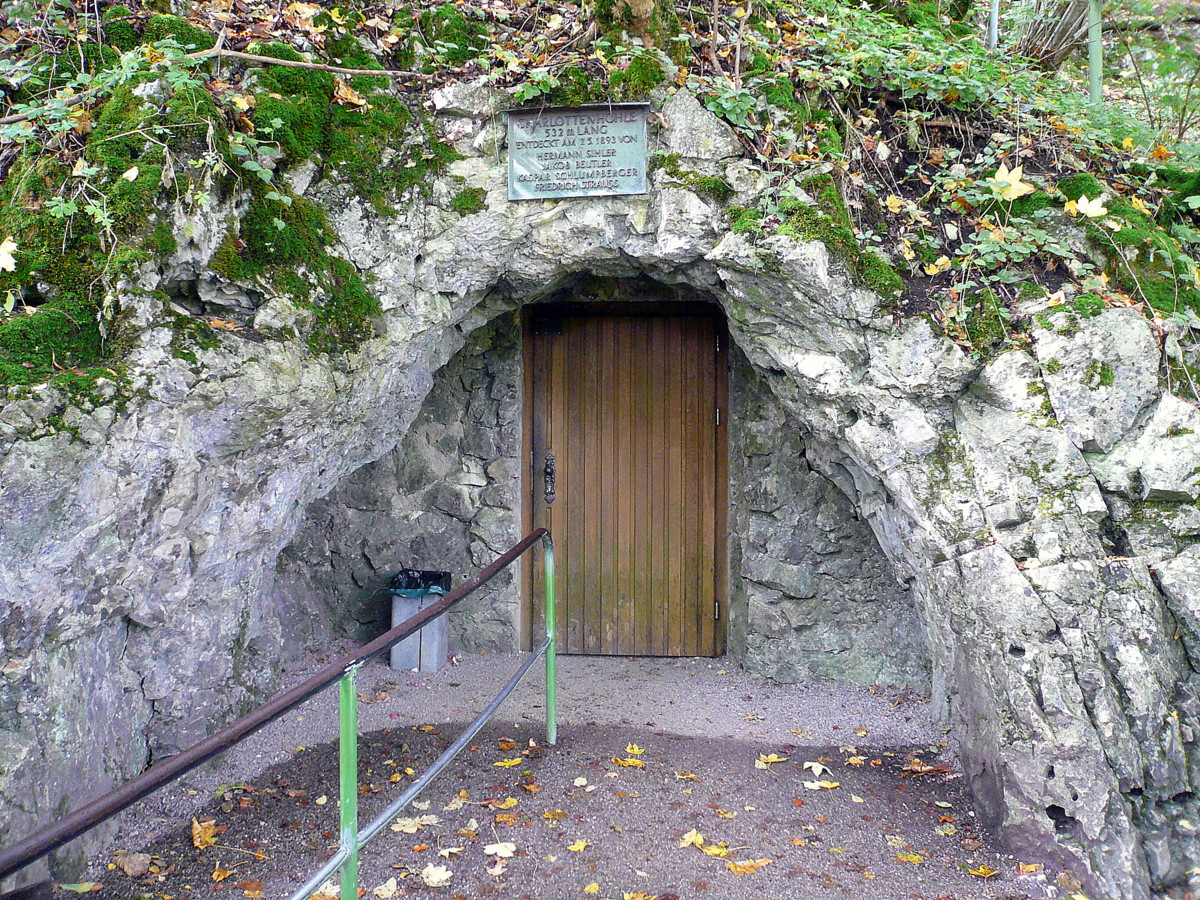
Höhleneingang

Bei den täglichen Führungen von Anfang April bis Ende Oktober (außer Sonntags) werden gut begehbare Wege in die einzelnen Höhlenerweiterungen und an den Tropfsteinformationen vorbei mit insgesamt 74 Treppenstufen benutzt. Eine Führung, bei der eine Strecke von 532 Metern zurückgelegt wird, dauert etwa 45 Minuten. Das ist der längste der Führungswege aller Schauhöhlen der Schwäbischen Alb und einer der längsten in Deutschland. Da die Höhle nur einen Zugang besitzt, muss nach dem Erreichen des Höhlenendes die gleiche Strecke wieder zurückgegangen werden. In der Höhle herrscht ständig eine Temperatur von etwa neun Grad Celsius bei einer Luftfeuchtigkeit von über 80 Prozent. Auf Anfrage werden auch Führungen in französischer Sprache angeboten und Sonderführungen für Kinder und Erwachsene durchgeführt. Bei der Sinnesführung zu Stationen zum Sehen, Riechen und Tasten wird das Höhlenlicht ausgeschaltet und jeder Besucher mit einer Taschenlampe ausgerüstet.

### Besucherzahlen
1893, im Jahr der Eröffnung der Höhle, besuchten sie 15.000 Personen. In den nächsten Jahren ließ der Besuch rasch nach, da Hürben und die Höhle verkehrsmäßig schlecht zu erreichen waren. Die Besucherzahlen lagen vor dem Zweiten Weltkrieg nur noch bei etwa 3000 jährlich. Ab den 1950er Jahren, als die Motorisierung und das Interesse für Höhlen durch die Entdeckung neuer Abteilungen in der Karls- und Bärenhöhle bei Erpfingen zunahmen, stiegen die Besucherzahlen wieder. Sie lagen damals jährlich bei 32.000 bis 38.000. Der Anstieg setzte sich auch in den 1960er Jahren fort. 1968 und 1969 gab es mit 40.000 beziehungsweise 42.500 neue Besucherrekorde.
In den 1970er Jahren wurde mehrmals die 50.000er-Grenze überschritten. In den 1990er Jahren ging die jährliche Besucherzahl wieder auf 35.000 zurück. Seit dem Jahrtausendwechsel ist entgegen dem allgemeinen Trend deutscher Schauhöhlen wieder ein Anstieg der Besucherzahlen zu verzeichnen. Innerhalb von etwa zehn Jahren haben sie sich beinahe verdoppelt. Die hohen Werte der letzten Jahre sind durch die gesteigerte Attraktivität im Umfeld der Höhle wie dem HöhlenHaus ab 2005 zu begründen. Sie lagen im Jahre 2000 bei 26.334, dem Tiefstwert der letzten 20 Jahre, und stiegen im übernächsten Jahr wieder auf über 30.000 an. Die Höchstzahl wurde im Jahre 2007 mit 47.255 Besuchern erreicht. Im Jahre 2015 besuchten 38.091 Besucher die Höhle.
In den Jahren 2011 bis 2015 lag die durchschnittliche Besucherzahl bei 39.483. Mit diesem Wert lag die Schauhöhle im oberen Mittelbereich der Schauhöhlen in Deutschland. Von den zwölf Schauhöhlen der Schwäbischen Alb wurde die Charlottenhöhle im Vergleichszeitraum nur von der Bärenhöhle (jährlich 78.200 Besucher) und der Nebelhöhle (jährlich 45.800 Besucher) übertroffen. Von den 25 Schauhöhlen Süddeutschlands (Baden-Württemberg und Bayern) wird die Charlottenhöhle von fünf Höhlen überboten, wobei die Teufelshöhle bei Pottenstein mit 142.500 Besuchern im Durchschnitt der Jahre 2011 bis 2015 die meisten Besucher hat.